# پدر بورگوس، لیته جنوبی
پدر بورگوس، لیته جنوبی (به لاتین: Padre Burgos, Southern Leyte) یک منطقهٔ مسکونی در فیلیپین است که در لیته جنوبی واقع شده‌است.

## خصوصیات
پدر بورگوس ۲۵٫۶۵ کیلومترمربع مساحت دارد.